# Seki Hiroharu
Seki Hiroharu (jap. 関 寛治; * 31. März 1927 in der Präfektur Tokio; † 15. Dezember 1997) war ein Professor der Politikwissenschaften mit dem Spezialgebiet Friedensforschung an der Ritsumeikan-Universität sowie der Universität Tokio. 

## Leben
Seki besuchte in Shizuoka die Mittel- und Oberschule. Nach dem Ende seiner Schulzeit ging er an die Universität Tokio und absolvierte dort ein Jura-Studium, das er 1953 abschloss. Er wurde wissenschaftlicher Mitarbeiter am Institut für Ostasienkunde der Kokugakuin-Universität. Später wechselte er wieder an die Universität Tokio und wurde dort Assistenzprofessor für Ostasienkunde. Danach war er als Professor im Fachbereich internationale Beziehungen an der Ritsumeikan-Universität tätig.
Er ist einer der Gründer der japanischen Gesellschaft für Friedens- und Konfliktforschung und war von 1973 bis 1975 deren Vorsitzender. Vor seiner Emeritierung war er von 1975 bis 1979 Rektor der Universität Hiroshima.

## Werke
- Manshū Jihen Zenshi, 1927-1931. („Vor der Mandschurei-Krise, 1927-1931“) in Kokusai Seiji Gakkai: Taiheiyō Sensō e no Michi („Der Weg in den Pazifikkrieg“) Band 1, Asahi Shinbunsha, Tokio, 1962
- Gendai Higashi-Ajia Kokusai Kankyō no Tanjō. (現代東アジア国際環境の誕生, „Entstehung der modernen politischen Verhältnisse in Ostasien“), Fukumura Shuppan, 1966
- Kiki no Ninshiki. (危機の認識, dt. „Erkennung der Krise gesellschaftlicher Systeme“), Fukumura Shuppan, 1969
- Kokusai Taikeiron no Kiso. (国際体系論の基礎, dt. „Abhandlung über die Grundlagen internationaler Organisationen“), Tōkyō Daigaku Shuppankai, 1969
- Kiki no Fukami ni Datette. (危機の深みに立って), Diamond-sha, 1970
- Chikyū Seijigaku no Kōsō. (地球政治学の構想, „Konzeption einer globalen Politologie“), Nihon Keizai Shinbunsha, 1977

| Personendaten    | Personendaten                                                                                        |
| ---------------- | --- |
| NAME             | Seki, Hiroharu                                                                                       |
| ALTERNATIVNAMEN  | 関 寛治 (japanisch)                                                                                  |
| KURZBESCHREIBUNG | japanischer Politikwissenschaftler, Hochschullehrer und Rektor der Universität Hiroshima (1975–1979) |
| GEBURTSDATUM     | 31. März 1927                                                                                        |
| GEBURTSORT       | Präfektur Tokyo                                                                                      |
| STERBEDATUM      | 15. Dezember 1997                                                                                    |